# Paróquia de St. Charles
A Paróquia de St. Charles é uma das 64 paróquias do estado americano da Luisiana. A sede da paróquia é Hahnville, e sua maior cidade é Hahnville.
A paróquia possui uma área de 1 062 km² (dos quais 328 km² estão cobertas por água), uma população de 48 072 habitantes, e uma densidade populacional de 65 hab/km² (segundo o censo nacional de 2000). 